# Mohamed Jamil
Pas d'image ? Cliquez ici

a Compétitions nationales et continentales officielles uniquement.

Mohamed Jamil est un joueur français de rugby à XIII qui évolue au Saint-Estève XIII Catalan.

## Palmarès
- Vainqueur de la Coupe de France : 2017 (Carcassonne).
- Finaliste du Championnat de France : 2013 (Saint-Estève XIII Catalan).

| Saison    | Club                      | Compétition           | Matchs | Points | Essais | Goals | Drops |
| --------- | ------------------------- | --------------------- | ------ | ------ | ------ | ----- | ----- |
| 2007-2008 | Saint-Estève XIII Catalan | Championnat de France | 18     | 4      | 1      | -     | -     |
| 2008-2009 | Saint-Estève XIII Catalan | Championnat de France | 15     | 18     | 4      | 1     | -     |
| 2009-2010 | Saint-Estève XIII Catalan | Championnat de France | 17     | 8      | 2      | -     | -     |
| 2010-2011 | Saint-Estève XIII Catalan | Championnat de France | 13     | 12     | 3      | -     | -     |
| 2011-2012 | Saint-Estève XIII Catalan | Championnat de France | 17     | 4      | 1      | -     | -     |
| 2012-2013 | Saint-Estève XIII Catalan | Championnat de France | 16     | 4      | 1      | -     | -     |
| 2013-2014 | Palau-del-Vidre           | Championnat de France | 6      | -      | -      | -     | -     |
| 2014-2015 | Palau-del-Vidre           | Championnat de France | 14     | 4      | 1      | -     | -     |
| 2015-2016 | Palau-del-Vidre           | Championnat de France | 22     | 36     | 9      | -     | -     |
| 2016-2017 | Carcassonne               | Championnat de France | 22     | 8      | 2      | -     | -     |
| 2017-2018 | Carcassonne               | Championnat de France | 18     | 4      | 1      | -     | -     |
| 2018-2019 | Lézignan                  | Championnat de France | 10     | 4      | 1      | -     | -     |
| 2019-2020 | Palau-del-Vidre           | Championnat de France | 8      | -      | -      | -     | -     |
| 2020-2021 | Palau-del-Vidre           | Championnat de France | 6      | -      | -      | -     | -     |